# Czarnica 1
Czarnica 1 (biał. Чарніца 1; ros. Черница-1, Czernica-1) – wieś na Białorusi, w obwodzie witebskim, w rejonie dokszyckim, w sielsowiecie Berezyna. W 2009 roku liczyła 22 mieszkańców.